# Aedin Mincks
Aedin Mincks (Georgia, 10 de octubre de 2000) es un actor estadounidense, más conocido por interpretar a Angus Chestnut en la serie de Disney Channel A.N.T. Farm, y a Mitch en Cobra Kai de Netflix.

## Carrera
En el 2009 aparece en Urgencias. Posteriormente aparece en Sin identificar, donde interpreta a Walter, Jr. Le sigue en 2010 con Mujeres desesperadas, donde interpreta a Joel Murphy. Ese mismo año participa en Lies in Plain Sight, Sed de Venganza. En el año 2011, aparece en Jimmy Kimmel Live!, interpretando a varios personajes. 
De 2009 a 2011 tiene un papel recurrente en The Middle. Ese mismo año participa en The Hangover Part II, Rock the House y New Girl. Aparece en la película TED, como Robert. Ese mismo año aparece en Double Wide Blues. En el 2013 aparece en Sullivan & Son y R.L. Stine's the Haunting Hour. Desde 2011 hasta 2013, obtuvo un papel recurrente en la serie A.N.T. Farm y desde finales de 2013 o 2014, se convierte en personaje principal. Interpretó a Angus. Participa en varios episodios de Bad Teacher en 2014. Posproducciones que le esperan son Golden Shoes', Little Savages y Any Days.

## Filmografía
| Año           | Título                         | Personaje          | Notas                                                                |
| ------------- | ------------------------------ | ------------------ | -------------------------------------------------------------------- |
| 2019-presente | Cobra Kai                      | Mitch              | Rol recurrente; 25 episodios                                         |
| 2017          | The Mick                       | Clown #3           | Episodio: "The Haunted House"                                        |
| 2017          | A Cowgirl's Story              | Dale               |                                                                      |
| 2016          | Colony                         | Alex               | Episodio: "Pilot"                                                    |
| 2016          | Little Savages                 | Eddie              |                                                                      |
| 2015          | Fresh Off the Boat             | Bully              |                                                                      |
| 2014          | Any Day                        | Lee                |                                                                      |
| 2014          | Little Savages                 | Eddie              |                                                                      |
| 2014          | Golden Shoes                   | Julian             |                                                                      |
| 2011-2014     | A.N.T. Farm                    | Angus Chestnut     | temporadas 1-2 personaje recurrente; temporada 3 personaje principal |
| 2013          | R.L. Stine's The Haunting Hour | Jason              | Episodio: "Bad Egg"                                                  |
| 2013          | Sullivan & Son                 | Howie              |                                                                      |
| 2012          | Double wide Blues              | Owen               | Película                                                             |
| 2012          | Teens Wanna Know               | Guest              | Episodio: "Chill at the Queen Mary With Disney & Nick Stars"         |
| 2012          | Ted                            | Robert             | Película                                                             |
| 2011          | New Girl                       | Young Schmidt      | Episodio: "Naked"                                                    |
| 2011          | Rock The House                 | Austin             | Película                                                             |
| 2011          | The Hangover Part II           | Alan a los 12 años | Película                                                             |
| 2009-2011     | The Middle                     | Niño / Futbol      | Invitado                                                             |
| 2011          | Jimmy Kimmel Live!             | Varios Personajes  | Episodio: "9.75"                                                     |
| 2010          | Sed de Venganza                | Tommy              | Película                                                             |
| 2010          | Lies in Plain Sight            | Niño               | Película: Sin Acreditar                                              |
| 2010          | Mujeres desesperadas           | Joel Murphy        | Episodio: "How About a Friendly Shrink?"                             |
| 2009          | Sin identificar                | Walter, Jr.        | Episodio "Football John"                                             |
| 2009          | Urgencias                      | Niño 1             | "The Family Man"                                                     |
| 2008          | The Tonight Show with Jay Leno | Varios Personajes  | Episodio: "17.4"                                                     |
| 2008          | Sarah Silverman                | Niño con balón     | Episodio: "Making New Friends"                                       |